# Walter Loridan
Walter Marie Joseph Emile Victor Désiré Arthur Armand Louis Loridan (Menen, 22 februari 1909 - Brussel, 17 april 1997) was een Belgisch diplomaat en hoogleraar aan de Université libre de Bruxelles.

## Biografie
Walter Loridan behaalde het diploma van handelsingenieur aan de Université libre de Bruxelles, alwaar hij ook promoveerde tot doctor in de politieke wetenschappen. Hij was een vriend van de syndicalist Jef Rens en werkte van 1930 tot 1933 bij de Volkenbond in Genève. In 1934 trad hij in dienst bij Buitenlandse Zaken. Hij werd consul in Warschau. In 1937, tijdens de Spaanse Burgeroorlog, werd hij zaakgelastigde in Valencia en Barcelona, een functie die hij bekleedde tot 1940. Vervolgens was hij zaakgelastigde in Mexico-Stad van 1940 tot 1943, waar hij bevriend geraakte met de antropoloog Jacques Soustelle.
Hij was in 1943 kort op post in Washington. In 1944 werd hij kabinetschef van de socialistische minister van Buitenlandse Zaken Paul-Henri Spaak in de Belgische regering in ballingschap in Londen. Hij oefende deze functie ook na de Tweede Wereldoorlog uit en maakte deel uit van de Belgische delegatie naar de Conferentie van de Verenigde Naties in San Francisco in 1945. In 1948 werd hij benoemd tot directeur Politiek van Buitenlandse Zaken.
In 1951 werd Loridan gevolmachtigd minister in Mexico-Stad. In 1954 werd hij er ambassadeur. Van 1955 tot 1959 was hij ambassadeur in Moskou en van 1959 tot 1965 permanente vertegenwoordiger bij de Verenigde Naties in New York, een functie die hij uitoefende ten tijde van de Congocrisis. Tijdens een vergadering van de VN-Veiligheidsraad in juli 1960 mocht hij spreken over de situatie, wat een hevig debat uitlokte aangezien er geen Congolese delegatie in New York aanwezig was om antwoord te geven.
Van 1965 tot 1969 was hij ambassadeur in Bonn en van 1969 tot 1974 in Washington.
Naast een diplomatieke carrière bouwde hij ook een academische carrière uit. In 1945 werd hij docent aan de École des sciences politiques et sociales van de ULB. In 1950 werd hij gepromoveerd tot buitengewoon hoogleraar. In 1979 ging hij met emeritaat.
Na zijn diplomatieke carrière was hij voorzitter van het Nucleair Forum en Les Amis de l'Institut Bordet.